# Hypena umbrifera
Hypena umbrifera là một loài bướm đêm trong họ Erebidae.